# Börrstadt

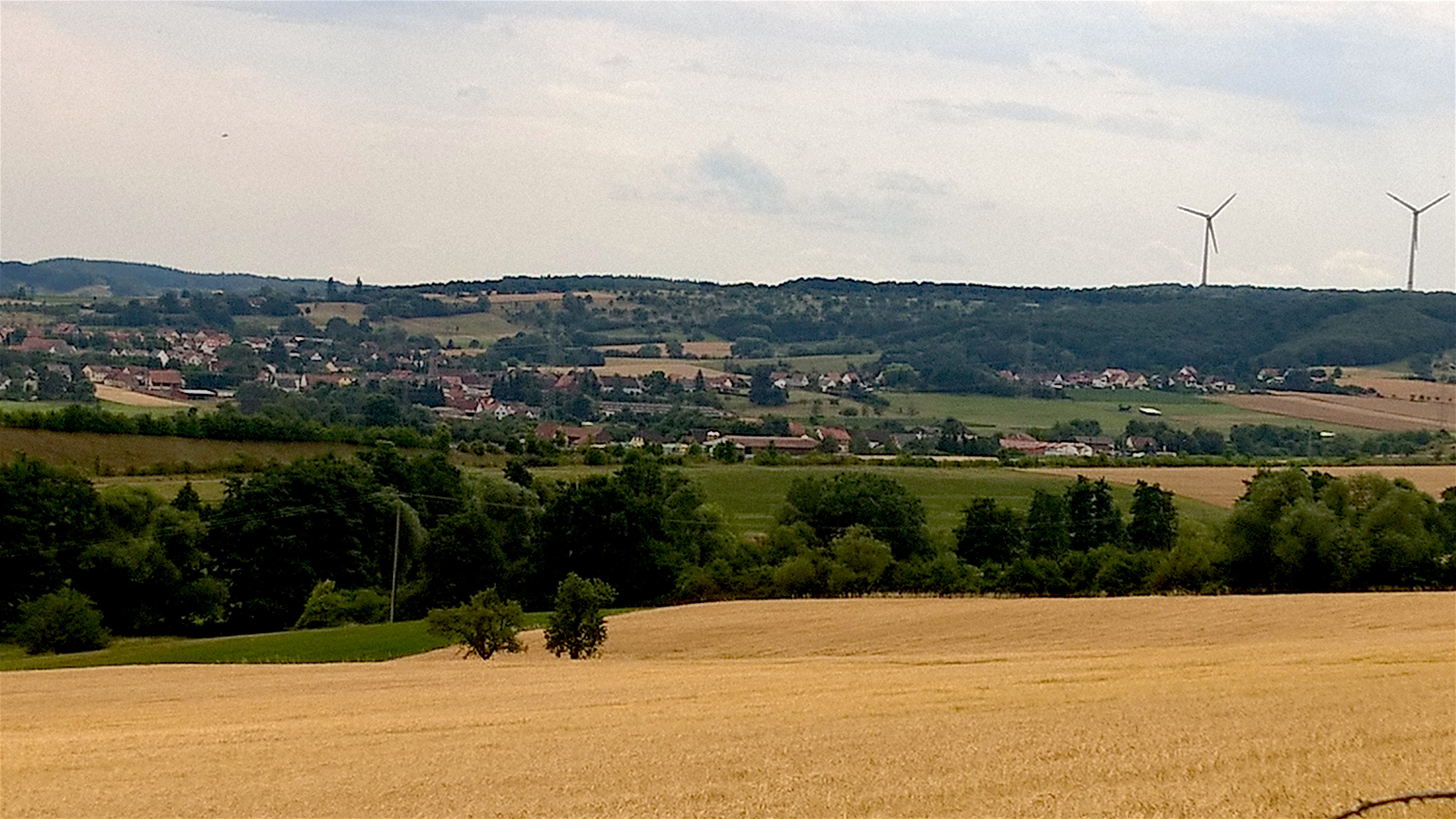
Blick auf Börrstadt

Börrstadt (pfälzisch: Berrschdadd) ist eine Ortsgemeinde im Donnersbergkreis in Rheinland-Pfalz. Sie gehört der Verbandsgemeinde Winnweiler an, innerhalb derer sie gemessen an der Fläche die zweitgrößte und gemessen an der Einwohnerzahl die fünftgrößte Ortsgemeinde ist.

## Geographie

### Lage
Der Ort liegt im Nordpfälzer Bergland zwischen dem Donnersberg im Norden und den nördlichsten Ausläufern des zum Unteren Pfälzerwald gehörenden Stumpfwaldes im Süden, in der so genannten Börrstadter Senke, alternativ auch Kaiserstraßensenke genannt. Zu Börrstadt gehören die Wohnplätze Hahnweilerhof, Herfingerhof, Kreuzhof, Lindenhof, Mühlbusch, Sonnenhof, Theresienhof, Walzhof, Aalenbach und Waldhaus Klausberg.
Nachbargemeinden sind – im Uhrzeigersinn – Steinbach am Donnersberg, Standenbühl, Dreisen, Göllheim, Breunigweiler, Sippersfeld, Winnweiler, Imsbach und Rockenhausen.

### Erhebungen
Im südwestlichen Gebiet der Gemarkung erstreckt sich an der Gemarkungsgrenze zu Winnweiler und Sippersfeld der insgesamt 400,6 Meter hohe Bocksrück. Südöstlich des Hahnweilerhofs liegt die 369,8 Meter hohe Langdell. An der Grenze zu Imsbach erstreckt sich der 370,4 Meter hohe Steinwald.

### Gewässer
Im äußersten Osten der Gemarkung verläuft in Süd-Nord-Richtung die Pfrimm. Deren linker Nebenfluss Grundheckerbach, der vor seiner Mündung den Eichbach aufnimmt, fließt mitten durch das Börrstadter Siedlungsgebiet. Durch den Norden des Gemeindegebiets fließen außerdem der Laubbach, der Bach vom Hahnweilerhof und der von links in diesen mündende Forellenbach.

## Geschichte
Die älteste erhaltene Erwähnung von Börrstadt, als „Birensceidt“, stammt vom 10. Februar 891. Während der Zeit der Stammesherzogtümer gehörte der Ort zum Herzogtum Franken. Ab dem Hochmittelalter gehörte es zur Grafschaft Falkenstein. Das Kloster Otterberg besaß hier einen Hof. Im 15. Jahrhundert wurde der Ort in „Oberbörrstadt“ und „Niederbörrstadt“ geteilt. Erst nach der Französischen Revolution wurden die Orte wieder vereinigt. Ab Ende des 18. Jahrhunderts war Börrstadt für kurze Teil des vorderösterreichischen Oberamtes Winnweiler.
Von 1798 bis 1814, als die Pfalz Teil der Französischen Republik (bis 1804) und anschließend Teil des Napoleonischen Kaiserreichs war, war die Gemeinde in das französische Département Donnersberg und in den Kanton Winnweiler eingegliedert. Infolge des Wiener Kongresses gehörte der Ort 1815 zunächst erneut zu Osterreich. Ein Jahr später wurde er Bayern zugeschlagen. Von 1818 bis 1862 war Börrstadt Bestandteil des Landkommissariats Kaiserslautern, das anschließend in ein Bezirksamt umgewandelt wurde. Am 1. Dezember 1900 wechselte die Gemeinde in das neu geschaffene Bezirksamt Rockenhausen.
Ab 1939 war die Gemeinde Bestandteil des Landkreises Rockenhausen. Nach dem Zweiten Weltkrieg wurde der Ort innerhalb der Französischen Besatzungszone Teil des damals neu gebildeten Landes Rheinland-Pfalz. 1961 hatte die Gemeinde insgesamt 953 Einwohner. Im Zuge der ersten rheinland-pfälzischen Verwaltungsreform wechselte Börrstadt am 7. Juni 1969 zusammen mit den meisten anderen Orten des Kreises in den neu geschaffenen Donnersbergkreis. Drei Jahre später wurde der Ort Teil der Verbandsgemeinde Winnweiler.

## Religion
Die Katholiken gehören zum Bistum Speyer und unterstehen dort dem Dekanat Donnersberg. Lediglich während der französischen Zeit von 1802 bis 1817 gehörte Obermoschel katholischerseits zum Bistum Mainz. Katholischerseits bildete Börrstadt zusammen mit Breunigweiler und seit 1808 ebenso mit Sippersfeld eine Pfarrgemeinde, deren Sitz sich vor Ort befand. Die Evangelischen sind Bestandteil des Protestantischen Landeskirche Pfalz. Die einst vor Ort ansässige jüdische Gemeinde besaß eine Synagoge und zeitweise einen Friedhof.

## Politik

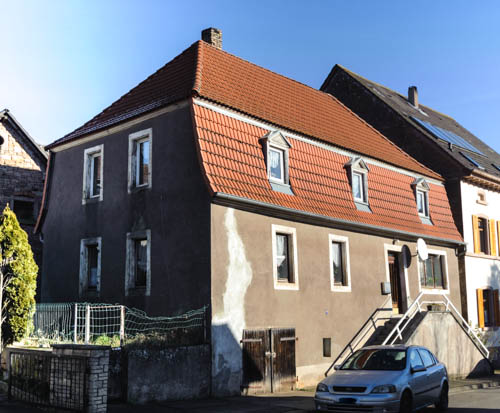
Ehemaliges Gemeindehaus und Bürgermeisteramt

Bei Bundestagswahlen gehört Börrstadt seit 2002 zum Bundestagswahlkreis Kaiserslautern. Von 1965 bis 1998 war sie Bestandteil des Wahlkreises Frankenthal, davor bis 1961 Bestandteil des Wahlkreises Neustadt an der Weinstraße. Bei Landtagswahlen ist die Gemeinde seit 1991 wie der restliche Donnersbergkreis in den Wahlkreis Donnersberg eingegliedert.

### Gemeinderat
Der Gemeinderat in Börrstadt besteht aus zwölf Ratsmitgliedern, die bei der Kommunalwahl am 9. Juni 2024 in einer personalisierten Verhältniswahl gewählt wurden, und dem ehrenamtlichen Ortsbürgermeister als Vorsitzendem.
Die Sitzverteilung im Ortsgemeinderat:
| Wahl | CDU               | WGK *             | WGW *             | Gesamt   |
| ---- | ----------------- | ----------------- | ----------------- | -------- |
| 2024 | 3                 | 2                 | 7                 | 12 Sitze |
| 2019 | per Mehrheitswahl | per Mehrheitswahl | per Mehrheitswahl | 12 Sitze |
| 2014 | per Mehrheitswahl | per Mehrheitswahl | per Mehrheitswahl | 12 Sitze |
| 2009 | per Mehrheitswahl | per Mehrheitswahl | per Mehrheitswahl | 12 Sitze |

### Bürgermeister
Torsten Windecker wurde 2019 Ortsbürgermeister von Börrstadt. Bei der Direktwahl am 26. Mai 2019 war er mit einem Stimmenanteil von 60,34 Prozent gewählt worden und folgte damit Martin Fattler, der nicht mehr angetreten war. Bei der Direktwahl am 9. Juni 2024 wurde er mit 66,0 % der Stimmen gegen eine weitere Kandidatin in seinem Amt bestätigt.

### Wappen
| Wappen von Börrstadt | Blasonierung: „Geteilt und unten gespalten; oben in Blau eine wachsende Madonna in goldenem Gewand mit Kind, die Mutter silbern nimbiert, der Sohn golden, er trägt einen Kirschzweig in der rechten Hand; unten rechts in Rot ein silbernes Tatzenkreuz, links in Silber zwei rote Kirschen an grünem Zweig.“ |
| Wappen von Börrstadt | Das Wappen wurde 1931 verliehen. |

## Kultur und Sehenswürdigkeiten

### Kulturdenkmäler

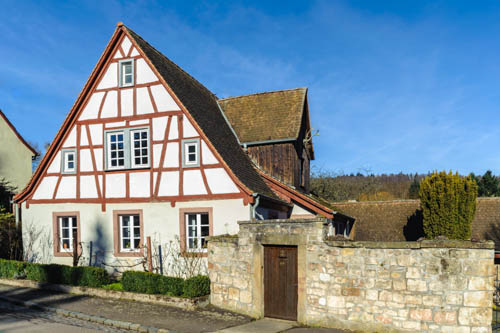
Denkmalgeschütztes Forsthaus im Ortsteil Hahnweilerhof

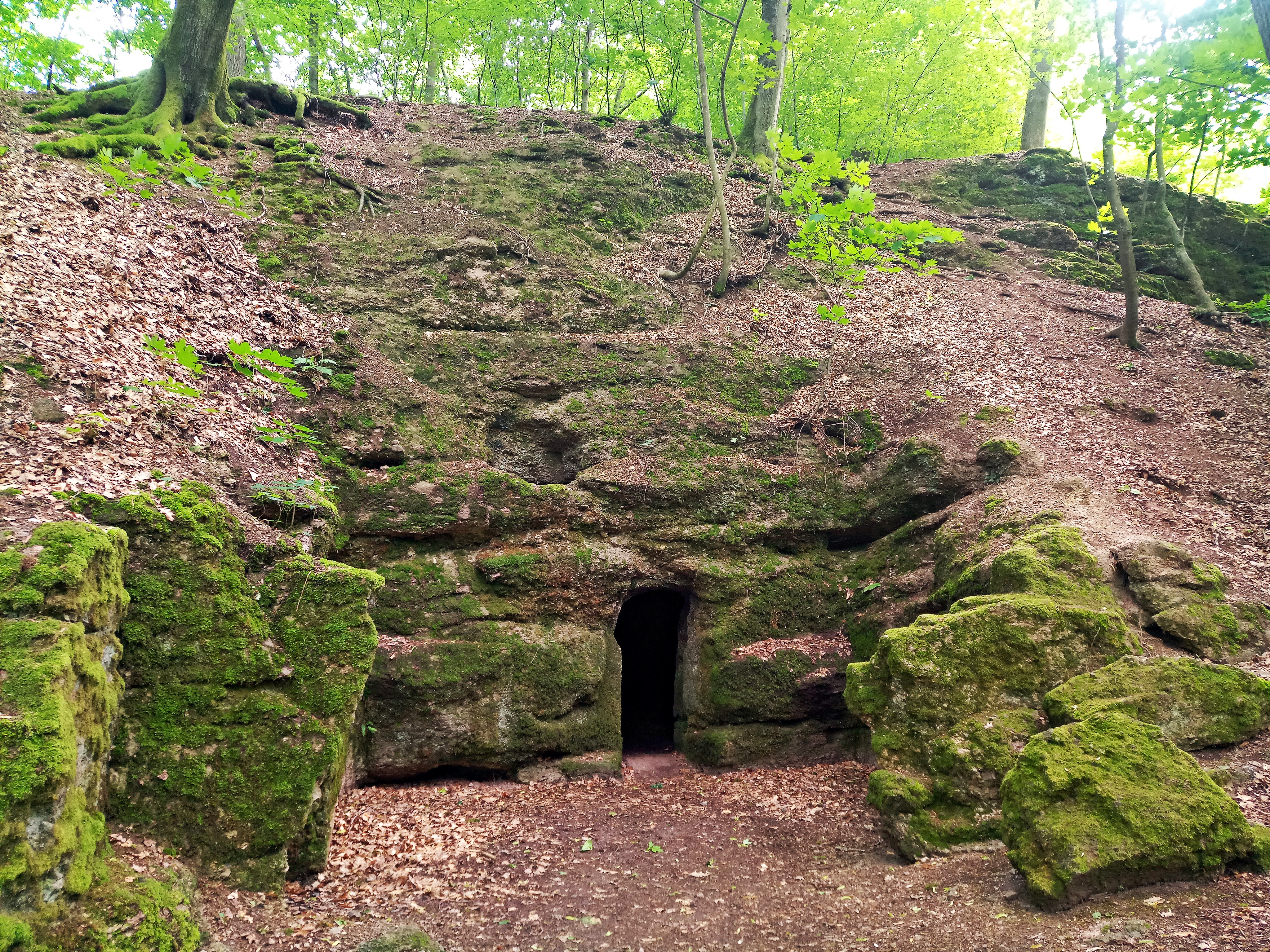
Mittelalterliche Eremitenklause

Die katholische Kirche St. Nikolaus wurde um 1800 erbaut; Chor und Sakristei wurden 1904 durch Wilhelm Schulte I. ergänzt. Neben ihr steht ein Steinkreuz von 1752. Das denkmalgeschützte Forsthaus auf dem Hahnweilerhof wurde 1737 zur Zeit der Habsburger errichtet. Beim Hahnweilerhof befindet sich eine in den Fels gehauene Eremitenklause aus dem Mittelalter.

### Archäologie
Im Nordwesten der Gemarkung befindet sich ein Hinkelstein. Weiter nordwestlich in der Nähe des Hahnweilerhofes liegt das Grabhügelfeld Pfaffenschlag; es umfasst sechs Grabhügel aus der Zeit 800 bis 400 vor Christus.

### Gartenbahn
Die Gartenbahn Börrstadt ist die bundesweit einzige Modellbahn im Maßstab 1:5, bei der die Personenbeförderung gestattet ist. Die von Karl-Heinz Jung gefertigten Lokomotiven wurden nach originalgetreuen Vorlagen erbaut. Das Gelände rund um die Gemeindehalle bietet mit Bahnhof, Stellwerk, Tunnel, Brücke und Bahnübergang eine adäquate Kulisse.

### Kerwe
Am Wochenende um den zweiten Sonntag im September findet jährlich die Berrschdadder Quetschekerb statt.

## Wirtschaft und Infrastruktur

### Wirtschaft
Bis 1992 befand sich im Westen des Gemeindegebiets das von der US Army betriebene Börrstadt Ammunition Depot. Im Südwesten der Gemarkung befindet sich der 2014 in Betrieb genommene Windpark Bocksrück, der teilweise bereits auf der Gemarkung von Sippersfeld liegt.

### Verkehr
Nördlich des Kernortes verläuft in West-Ost-Richtung die Landesstraße 401. Die Kreisstraße 43 führt nach Sippersfeld, die Kreisstraße 44 nach Breunigweiler und die Kreisstraße 46 zum Hahnweilerhof. Direkt nordöstlich von Börrstadt verläuft die A 63, die von Kaiserslautern nach Mainz führt. 
Die Gemeinde besaß am nordöstlichen Ortsrand einen Bahnhof an der Zellertalbahn, auf der planmäßiger Personenverkehr 1983 eingestellt wurde. Die Strecke soll reaktiviert werden. In Winnweiler befindet sich der nächste Bahnhof an der Alsenztalbahn.

### Tourismus
Durch dem Westen der Gemarkung verläuft der mit einem weißen Kreuz markierte Fernwanderweg Nahegau-Wasgau-Vogesen. Durch den Norden des Gemeindegebiets führen außerdem der Prädikatswanderweg Pfälzer Höhenweg und ein Wanderweg, der mit einem gelben Balken gekennzeichnet ist.

## Persönlichkeiten

### Söhne und Töchter der Gemeinde
- Franz Alwens (1792–1871), Regierungspräsident der bayerischen Rheinpfalz
- Carl Albert Purpus (1851–1941), Botaniker und Pflanzensammler, wurde in Hahnweilerhof geboren
- Joseph Anton Purpus (1860–1932), Garteninspektor in Darmstadt und Pflanzensammler
- Jakob Demmerle (1897–1968), Bürgermeister der Gemeinde und rheinland-pfälzischer Landtagsabgeordneter (CDU)

### Personen, die im Ort gewirkt haben
- Franz Georg Ernst von Sturmfeder (1727–1793), von 1744 bis 1764 Eigentümer der Herrschaft Börrstadt
- Joseph Eduard Konrad Bischoff (1828–1920), zeitweise Pfarrer in Börrstadt
- Philipp von Pfeiffer (1830–1908), zeitweise Administrator vor Ort